# NGC 346
NGC 346 (другое обозначение — ESO 51-SC10) — эмиссионная туманность с рассеянным скоплением в созвездии Тукан. Оно принадлежит соседней карликовой галактике Малое Магелланово Облако (ММО) и находится на расстоянии около 200 тысяч световых лет от Солнца. Этот объект входит в число перечисленных в оригинальной редакции «Нового общего каталога».

## Характеристики
NGC 346 является самым активным регионом звездообразования в ММО, в котором было открыто большое количество звёзд до главной последовательности, а также массивных звёзд. Скопление представляет особый интерес для учёных, поскольку оно содержит множество недавно сформировавшихся звёзд с разными массами. Около 60% звёзд имеют возраст не более 5 миллиардов лет. Звёзды до главной последовательности сгруппированы в десять индивидуальных кластеров.